# Umaibō

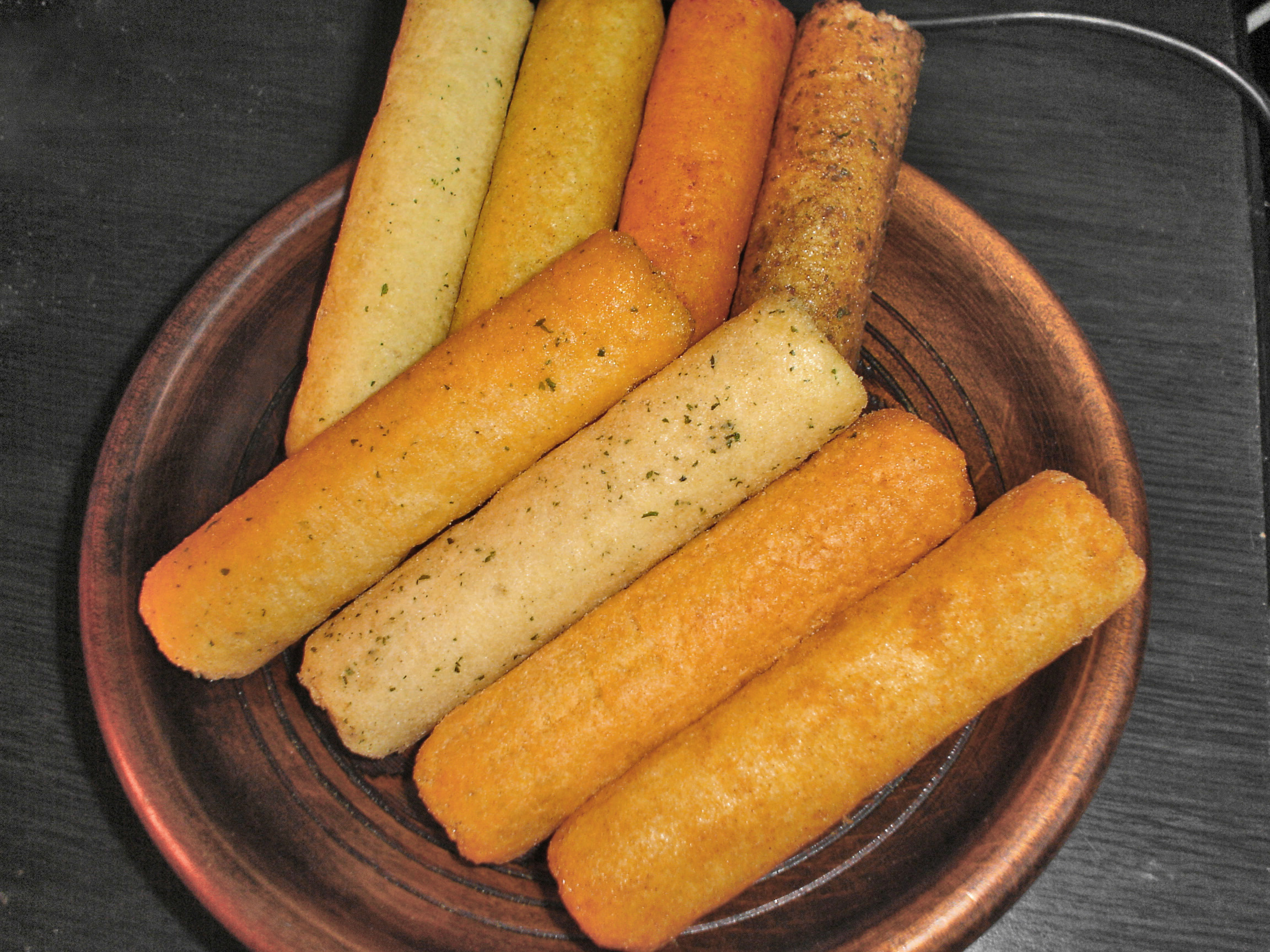
Umaibō de varios sabores.

El umaibō (うまい棒?) o ‘palito delicioso’ es un aperitivo de maíz pequeño, cilíndrico e hinchado que se vende en la mayoría de tiendas de golosinas japonesas. Es producido por Riska y vendido por Yaokin. Tiene un precio final recomendado de 10 yenes, pero debido a que el margen de beneficio es tan estrecho, su longitud puede cambiar sin aviso previo. Tiene una consistencia similar a la de los Cheetos. En un envoltorio aparece un gato, Umaemon, que es una parodia del popular Doraemon.

## Variedades
Hay disponibles muchos sabores de umaibō, tanto salados (ensalada, mentaiko, takoyaki y queso) como dulces (cacao, caramelo y bombón). Algunos fueron abandonados tras un corto periodo de prueba, mientras otros se convirtieron en básicos. Algunos sabores solo se venden en lugares específicos.